# بيتر غراهام (سياسي كندي)
بيتر غراهام هو سياسي كندي، ولد في 16 يوليو 1821 في المملكة المتحدة، وتوفي في 19 يوليو 1900 بهاميلتون في كندا. حزبياً، نشط في الحزب الليبرالي في أونتاريو ‏. وقد انتخب عضو برلمان مقاطعة أونتاريو.